# 福斯特港
62°58′37″S 60°39′0″W / 62.97694°S 60.65000°W

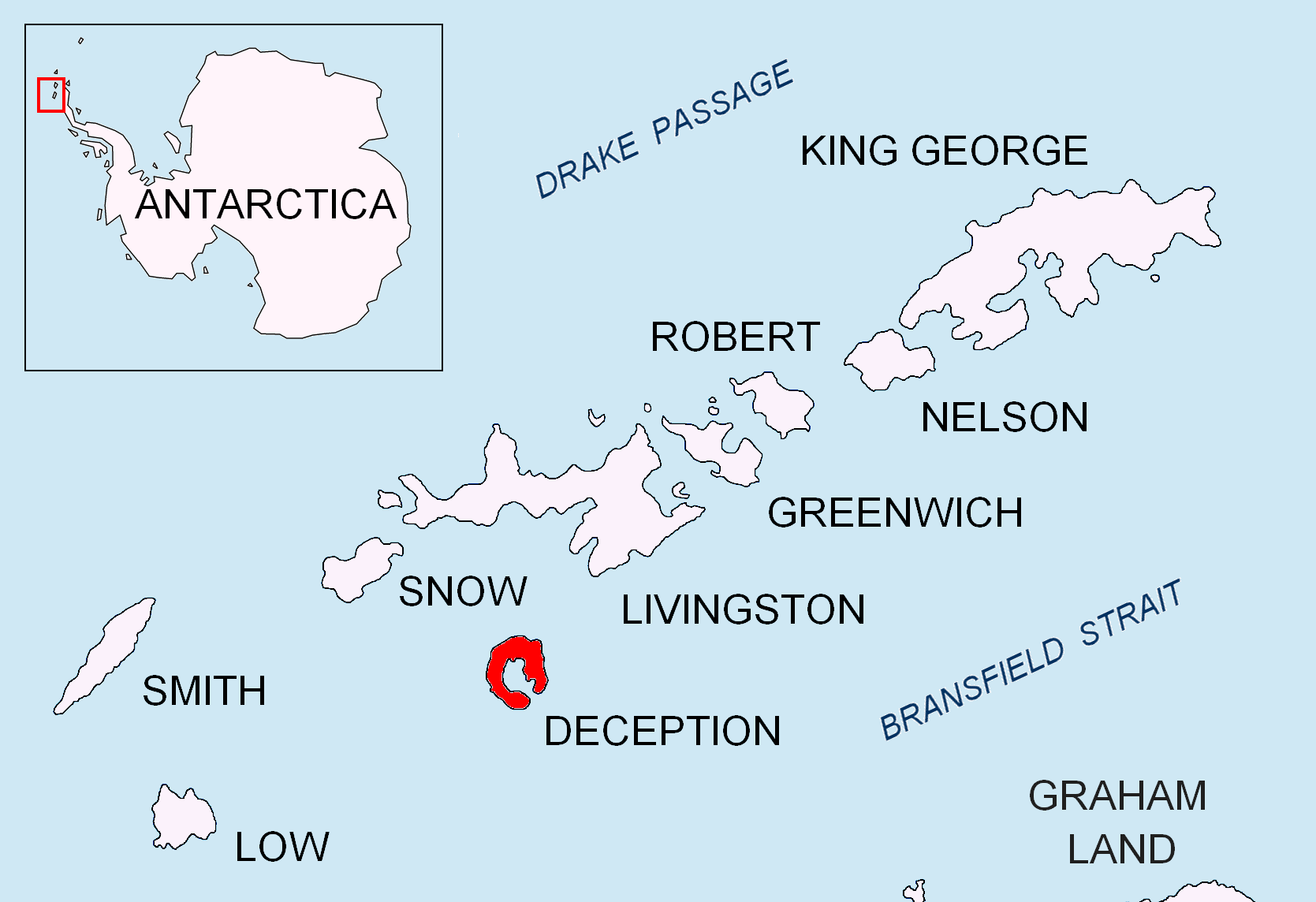

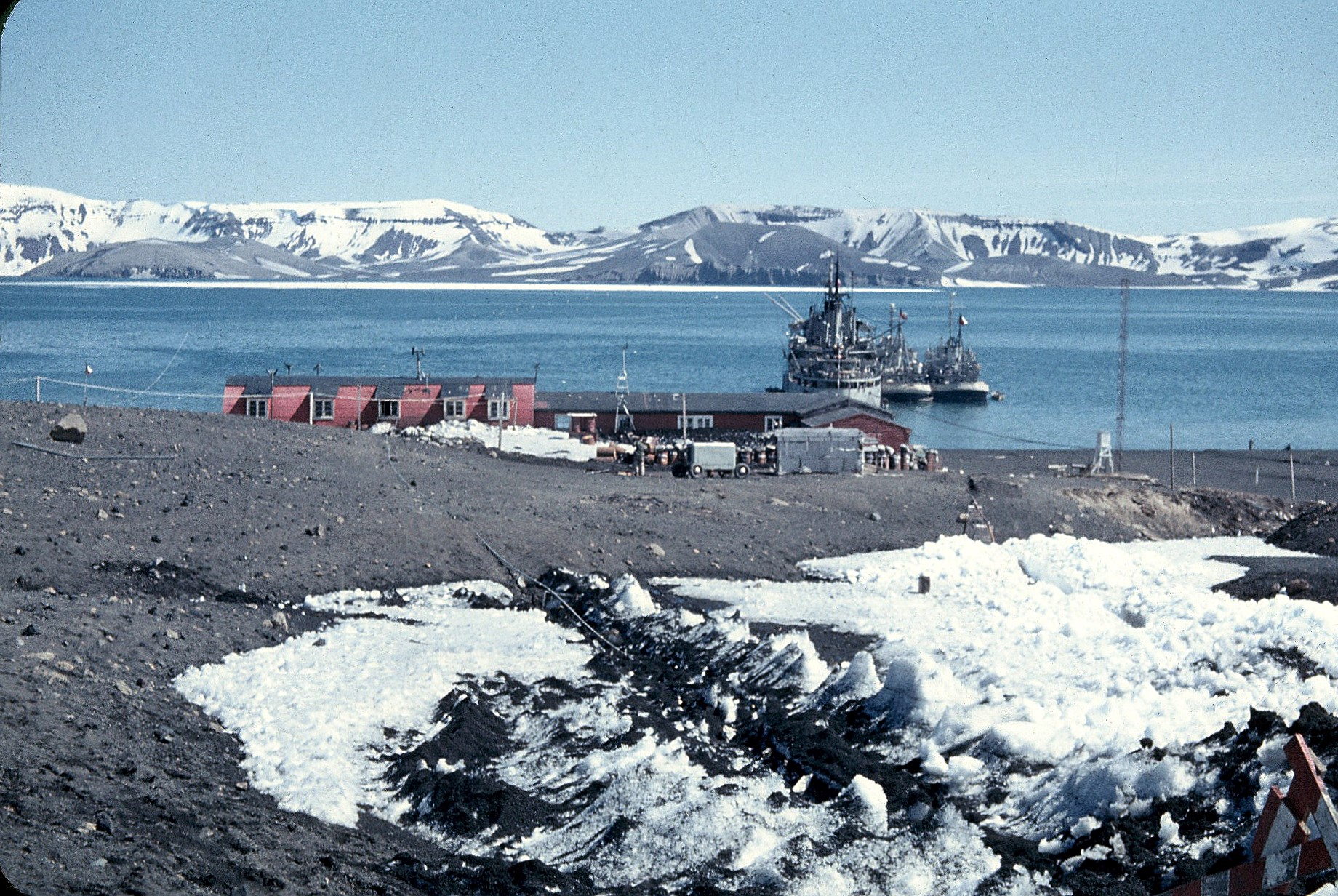

福斯特港（英語：Port Foster）是南極洲的海港，位於南設得蘭群島的欺骗岛，長9公里、寬6公里，入口處只有0.23公里，是南大洋最安全的海港之一。